# سمان الغابة الكستنائي
سمان الغابة الكستنائي (الاسم العلمي: Odontophorus hyperythrus) (بالإنجليزية: Chestnut Wood-quail)‏ هو نوع من الطيور يتبع جنس سمان الغابة من فصيلة سمان العالم الجديد.